# FIFA World Player 2008
El davanter portuguès Cristiano Ronaldo va guanyar el FIFA World Player of the Year 2008 el 12 de gener de 2009, mentre que Marta va guanyar el premi femení per tercer any consecutiu.

## Resultats

### Homes
| Posició | Jugador             | Punts | Equip                |
| ------- | ------------------- | ----- | -------------------- |
| 1       | Cristiano Ronaldo   | 935   | Manchester United FC |
| 2       | Lionel Messi        | 678   | FC Barcelona         |
| 3       | Fernando Torres     | 203   | Liverpool FC         |
| 4       | Kaká                | 183   | AC Milan             |
| 5       | Xavi Hernández      | 155   | FC Barcelona         |
| 6       | Steven Gerrard      | 98    | Liverpool FC         |
| 7       | Samuel Eto'o        | 58    | FC Barcelona         |
| 8       | Iker Casillas       | 49    | Reial Madrid         |
| 9       | Andrés Iniesta      | 37    | FC Barcelona         |
| 9       | David Villa         | 37    | València CF          |
| 11      | Andrei Arxavin      | 36    | Zenit St. Petersburg |
| 12      | Frank Lampard       | 33    | Chelsea FC           |
| 13      | Didier Drogba       | 30    | Chelsea FC           |
| 14      | Michael Ballack     | 27    | Chelsea FC           |
| 14      | Cesc Fàbregas       | 27    | Arsenal FC           |
| 16      | Zlatan Ibrahimović  | 26    | Inter Milà           |
| 17      | Emmanuel Adebayor   | 25    | Arsenal FC           |
| 18      | Franck Ribéry       | 23    | Bayern de Múnic      |
| 19      | Ruud van Nistelrooy | 14    | Reial Madrid         |
| 20      | Sergio Agüero       | 12    | Atlètic de Madrid    |
| 21      | John Terry          | 11    | Chelsea FC           |
| 22      | Gianluigi Buffon    | 8     | Juventus FC          |
| 23      | Deco                | 1     | Chelsea FC           |

### Dones
| Posició | Jugadora           | Punts | Equip                   |
| ------- | ------------------ | ----- | ----------------------- |
| 1       | Marta              | 1002  | Umeå IK                 |
| 2       | Birgit Prinz       | 5328  | 1. FFC Frankfurt        |
| 3       | Cristiane          | 275   | Corinthians             |
| 4       | Nadine Angerer     | 198   | Djurgårdens IF Dam      |
| 5       | Kelly Smith        | 150   | Arsenal L.F.C.          |
| 6       | Daniela            | 130   | Linköpings FC           |
| 7       | Shannon Boxx       | 115   |                         |
| 8       | Hope Solo          | 83    | St. Louis Athletica     |
| 9       | Christine Sinclair | 47    | Vancouver Whitecaps     |
| 10      | Ingvild Stensland  | 41    | Kopparbergs/Göteborg FC |